# Markíza Dajto
TV Dajto – słowacki kanał telewizyjny adresowany do mężczyzn. Został uruchomiony w 2012 roku.
Ramówka stacji obejmuje przede wszystkim seriale, filmy i wiadomości sportowe.